# Pont Major (Chénéville)
 (mars 2025).
Le pont Major est un petit pont à fonction routière situé dans la municipalités de Chénéville, appartenant à la municipalité régionale de comté (MRC) de Papineau, dans la région administrative de l'Outaouais, au Québec, au Canada.

## Description
Le pont Major est un pont de 19,2 m de long et 5,7 m de large, fait d’acier et de bois, construit en 1975.

## Géographie
Le pont Major est un  situé sur la montée Dinel et passant par-dessus le ruisseau Suffolk.

## Toponymie
Le toponyme "Pont Major" a été officialisé le 25 juillet 1995 par la Commission de toponymie du Québec, en référence à une famille résidant à proximité du pont.